# Леон ван Бон
Леон ван Бон (нід. Léon van Bon, 28 січня 1972) — нідерландський велогонщик.
Срібний призер Олімпійських Ігор 1992 року в гонці за очками, учасник 2000 року.
Бронзовий призер Чемпіонату світу з велоперегонів на шосе 1997 року в елітній груповій шосейній гонці.